# Халлиси, Кэролайн
Кэролайн Халлиси-Кепка (англ. Caroline Hallisey-Kepka; род. 24 сентября 1980 года в гор. Нейтик, штат Массачусетс, США) — американская конькобежка, специализирующаяся в шорт-треке. Участвовала на Олимпийских играх в 1998, 2002 и 2006 годов. Бронзовая призёр чемпионата мира.

## Биография
Кэролайн Халлиси начала кататься на коньках в возрасте 2-х лет в родном городе Нейтике, а через 2 года уже принимала участие в соревнованиях. Она ушла из дома в восьмом классе, чтобы переехать в центр олимпийской подготовки в Лейк-Плэсиде, где посещала Центральную среднюю школу.
```
“Я была обычным ребенком, хотя в детстве занималась многими видами спорта — баскетболом, футболом, плаванием, верховой ездой”. “Я выросла, делая все, что делают активные дети, но примерно в седьмом классе мне захотелось посмотреть, что я могу сделать”.- вспоминает Кэролайн.
```

В 1997 году одержала победу в чемпионате США среди юниоров, а также участвовала на юниорском чемпионате мира в Маркетте, где на всех дистанциях оказалась на 5-м месте и в многоборье стала 7-й. Через год на Олимпиаде в Нагано Кэролайн с командой в эстафете была 5-й. После олимпийских игр в марте выиграла бронзу в эстафете на чемпионате мира в Вене. Она становилась ещё дважды чемпионом США среди юниоров в 1998 и 2000 годах.
В сезоне 2000/01 годов выиграла 1-е место в общем зачете Кубка Америки. В марте 2001 года на командном чемпионате мира в Японии заняла 7-е место, а в апреле на чемпионате мира в корейском Чонджу осталась 5-й в эстафете. На Олимпийских играх в Солт-Лейк-Сити заняла 5-е место на 500 м, на 1000 м - 10-е, а в эстафете команда США стала только 7-й.
В марте в Монреале с командой осталась только на 4-м месте. В 2002, 2003 и 2004 годах на мировых первенствах заняла в общем зачёте соответственно 14-е и 17-е и 19 места. В 2003 и 2004 годах стала чемпионкой США. В 2006 году на Олимпийских играх в Турине вместе с командой заняла 4-е место в эстафете. После Олимпиады она завершила карьеру.
Как только в 2006 году Кэролайн бросила конькобежный спорт, она поступила в Университете Колорадо. В сентябре того же года она вышла замуж за Джона Пола Кепку, бронзового призера США в 2006 году и члена национальной сборной по шорт-треку. Пара живет в Эксетере, штат Нью-Гэмпшир, со своей дочерью. Кэролайн преподает математику и естественные науки в школе Глена Урхарта, независимой школы для классов К-8, расположенной в Беверли, штат Массачусетс.

```
"И по сей день я чувствую, что мне не хватает того конкурентного преимущества, которое было у меня, когда я каталась на коньках", - сказала она. "Мне нравится то, что я делаю, но у меня есть пустота, которую мне нужно заполнить".
```